# Convertidor DC a DC

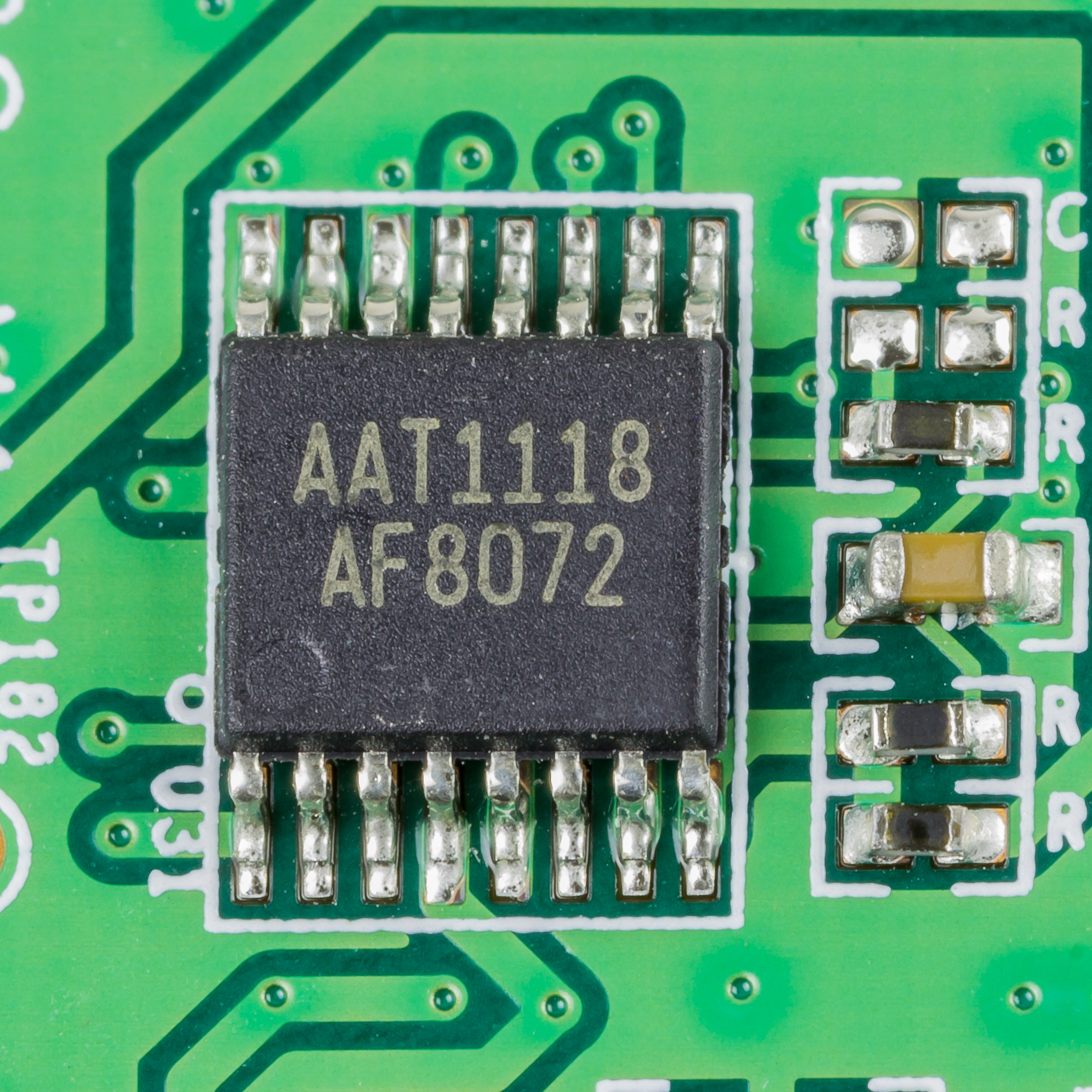
Circuito integrado convertidor DC-DC de triple canal AAT1118 fabricado por Advanced Analog Technology

Se llama convertidor DC-DC a un tipo de convertidor de potencia que transforma corriente continua de un nivel de tensión a otro. En el área de la electrónica, los más conocidos son los reguladores conmutados, específicamente los que utilizan almacenamiento de energía en forma de campo magnético.

## Convertidores electrónicos
Los conversores DC-DC conmutados realizan la conversión almacenando la energía de entrada temporalmente y entregándola luego en la salida a un voltaje diferente. Esto puede realizarse utilizando dispositivos de almacenamiento de campo magnético (inductores) o de almacenamiento de campo eléctrico (capacitores). Para efectuar la conmutación se utilizan dispositivos semiconductores de potencia ampliamente utilizados como interruptores, como son los transistores, diodos, etc.
La mayoría de los convertidores DC-DC están diseñados para transferir la energía en una sola dirección, de la entrada a la salida. Sin embargo, todas las topologías de reguladores conmutados pueden hacerse bidireccionales para permitir la transferencia de energía en cualquier dirección. Esto se logra sustituyendo todos los diodos por transistores controlados independientemente (rectificación activa). Un convertidor bidireccional es útil en múltiples aplicaciones, por ejemplo, el freno regenerativo de los vehículos, en las que la energía se suministra a las ruedas durante la aceleración, y se recibe energía desde las ruedas al frenar.
Los convertidores DC-DC están disponibles como circuitos integrados (CI) que requieren pocos componentes adicionales así como en forma de módulos completos de circuitos híbridos (CIs y componentes discretos), listos para su uso dentro de un sistema electrónico.

### Almacenamiento magnético
En estos convertidores DC-DC, la energía se almacena y se libera periódicamente en y desde el campo magnético de un inductor o un transformador. Ajustando el ciclo de trabajo del voltaje de carga y descarga (es decir, la relación de los tiempos de encendido y apagado), puede controlarse la cantidad de energía transferida a una carga. En general, el término convertidor DC-DC se refiere a uno de estos convertidores conmutados debido a la extensión de su uso.

### Almacenamiento capacitivo
También existen circuitos multiplicadores de voltaje capacitivos que permiten multiplicar un voltaje de CC por un valor entero. Los convertidores de condensadores conmutados se basan en la conexión de condensadores a la entrada y a la salida en diferentes topologías. Por ejemplo, un convertidor reductor de condensadores conmutados podría cargar dos condensadores en serie y luego descargarlos en paralelo. Esto produciría, idealmente, la mitad del voltaje de entrada y el doble de la corriente. Normalmente se utilizan en aplicaciones que requieren corrientes relativamente pequeñas, ya que a corrientes más altas el aumento de la eficiencia y el menor tamaño de los convertidores conmutados los convierte en una mejor opción. También se utilizan a voltajes extremadamente altos, ya que los elementos magnéticos se destruirían a esos voltajes.

## Clasificación de los convertidores conmutados
Los convertidores DC-DC se clasifican en tres grupos según la relación entre los niveles de tensión en la entrada y la salida. Dichos grupos se detallan a continuación junto con las topologías fundamentales de conversores conmutados magnéticos.

### Reductores
Convierten la tensión de entrada a una tensión de salida de menor nivel.
- Convertidor Buck

### Elevadores
Convierten la tensión de entrada a una tensión de salida de mayor nivel.
- Convertidor Boost

### Reductores-Elevadores
Pueden convertir la tensión de entrada a una tensión de salida de menor o mayor nivel, según se desee.
- Convertidor Buck-Boost
- Convertidor Push-Pull
- Convertidor Cuk
- Convertidor SEPIC

## Convertidores DC-DC aislados
Al igual que el resto de los convertidores de energía, existen topologías de convertidores DC-DC que utilizan transformadores de aislación para obtener características de aislamiento eléctrico y de elevación o reducción de voltajes. Los tipos fundamentales de convertidores DC-DC aislados son los siguientes.
- Convertidor Forward
- Convertidor Flyback
- Convertidor Semipuente
- Convertidor Puente

## Modos de conducción
Los conversores electrónicos magnéticos pueden funcionar en dos modos distintos en función de las características de la forma de onda de corriente en el elemento magnético del circuito (inductor o transformador). Mas específicamente según si dicha corriente se anula en algún instante o intervalo de tiempo del periodo de operación.
- Modo de conducción continuo: la corriente en la inductancia no se anula en ningún momento durante la operación normal.
- Modo de conducción discontinuo: la corriente en la inductancia se anula durante una cierta parte del periodo.

## Tipos de conmutación
Al igual que el resto de los convertidores conmutados, los conversores DC-DC electrónicos pueden distinguirse según las características de la conmutación que realizan los dispositivos interruptores.
- Conmutación dura (hard switching): Hace referencia a las condiciones de alta disipación de potencia que soportan los dispositivos electrónicos de potencia utilizados como interruptores.
- Resonantes: Utilizan el principio de resonancia para obtener formas de onda, generalmente senoidales, en las que existan puntos de voltaje o corriente nulos que permitan conmutar los interruptores con una mínima disipación de potencia (conmutación a voltaje cero o ZVS y conmutación a corriente cero o ZCS).
- Conmutación suave (soft switching): Utiliza los principios de resonancia solo en un intervalo de tiempo en las cercanías del momento de la conmutación, permitiendo reducir las pérdidas en los interruptores a la vez que evita las desventajas de los convertidores resonantes.

## Convertidores conmutados vs convertidores lineales
La conversión conmutada suele ser más eficiente en cuanto a la energía (eficiencia típica entre 75% y 98%) que la regulación de voltaje lineal.
Se requieren tiempos rápidos de subida y bajada de los dispositivos semiconductores para una mayor eficiencia; sin embargo, estas rápidas transiciones se combinan con los efectos parásitos de la disposición de los componentes incrementando la complejidad del diseño de los circuitos.
La mayor eficiencia de un convertidor conmutado reduce las dimensiones de los disipadores de calor necesarios y aumenta la durabilidad de la batería en los equipos portátiles. La eficiencia ha mejorado desde finales de los años 80 debido al uso del FET de potencia, los cuales son capaces de conmutar más eficientemente con menores pérdidas de conmutación a frecuencias más altas que sus antecesores, los transistores bipolares de potencia, además de que requieren circuitos de accionamiento menos complejos. Otra importante mejora en los convertidores DC-DC es la sustitución del diodo de free-wheeling por la rectificación síncrona mediante un FET de potencia, cuya resistencia de encendido es mucho menor, lo que reduce las pérdidas de conmutación.
Aunque requieren pocos componentes, los convertidores de conmutación son electrónicamente complejos. Como todos los circuitos de alta frecuencia, sus componentes deben ser cuidadosamente especificados y dispuestos físicamente para lograr un funcionamiento estable y mantener el ruido de conmutación (EMI / RFI) a niveles aceptables. Su coste es mayor que el de los reguladores lineales en aplicaciones de reducción de tensión, pero ha ido disminuyendo con los avances en el diseño de chips.
Los convertidores conmutados generan ruido y distorsión armónica, no solo en la salida regulada, sino que a través de su línea de entrada puede propagarlos al resto del sistema. Estas componentes también se puede propagar por radiación causando problemas de interferencia electromagnética (EMI).

## Otros tipos de convertidores DC-DC

### Convertidores electromecánicos
Un grupo motor-generador consiste en un motor eléctrico y un generador acoplados entre sí. Su interés es principalmente histórico. Combina las funciones de ambas máquinas en una sola unidad, con espiras para las funciones del motor y del generador bobinadas alrededor de un solo rotor. De esta manera, la tensión de entrada se aplica en uno de los bobinados, para el control del motor, y la salida se obtiene en el otro bobinado.